# Arūnas Klimavičius
Arūnas Klimavičius est un footballeur international lituanien né le 5 octobre 1982 à Panevėžys. Il est le frère aîné de Linas Klimavičius.

## Biographie
Arūnas Klimavičius est convoqué pour la première fois par le sélectionneur national Algimantas Liubinskas pour un match amical face à la Lettonie le 21 mai 2005.
Il compte 43 sélections et 3 buts avec l'équipe de Lituanie entre 2005 et 2017.

## Palmarès
- Avec l'Ekranas Panevėžys :
  - Champion de Lituanie en 2005.
  - Vainqueur de la Supercoupe de Lituanie en 2006.

## Statistiques détaillées

### En club
| Saison                | Club                  | Championnat           | Championnat | Championnat | Coupe(s) nationale(s) | Coupe(s) nationale(s) | Compétition(s) continentale(s) | Compétition(s) continentale(s) | Compétition(s) continentale(s) | Lituanie | Lituanie | Total | Total |
| Saison                | Club                  | Division              | M.          | B.          | M.                    | B.                    | Comp.                          | M.                             | B.                             | M.       | B.       | M.    | B.    |
| 2000                  | Ekranas Panevėžys     | D1                    | 9           | 0           | -                     | -                     | C3                             | 1                              | 0                              | -        | -        | 10    | 0     |
| 2001                  | Ekranas Panevėžys     | D1                    | 22          | 1           | -                     | -                     | -                              | -                              | -                              | -        | -        | 22    | 1     |
| 2002                  | Ekranas Panevėžys     | D1                    | 14          | 2           | -                     | -                     | -                              | -                              | -                              | -        | -        | 14    | 2     |
| 2003                  | Ekranas Panevėžys     | D1                    | 28          | 3           | -                     | -                     | C3                             | 2                              | 0                              | -        | -        | 30    | 3     |
| 2004                  | Ekranas Panevėžys     | D1                    | 27          | 3           | -                     | -                     | C3                             | 3                              | 0                              | -        | -        | 30    | 3     |
| 2005                  | Ekranas Panevėžys     | D1                    | 34          | 3           | -                     | -                     | C3                             | 2                              | 1                              | 2        | 0        | 38    | 4     |
| 2006                  | Ekranas Panevėžys     | D1                    | 34          | 6           | -                     | -                     | C1                             | 4                              | 0                              | 1        | 0        | 39    | 6     |
| Sous-total            | Sous-total            | Sous-total            | 168         | 18          | -                     | -                     | -                              | 12                             | 1                              | 3        | 0        | 183   | 19    |
| 2007                  | Dynamo Moscou         | D1                    | 14          | 1           | 4                     | 1                     | -                              | -                              | -                              | 9        | 0        | 27    | 2     |
| 2008                  | Dynamo Moscou         | D1                    | 9           | 1           | 2                     | 0                     | -                              | -                              | -                              | 6        | 1        | 17    | 2     |
| 2009                  | Oural Iekaterinbourg  | D2                    | 25          | 5           | 2                     | 1                     | -                              | -                              | -                              | 7        | 1        | 34    | 7     |
| 2010                  | Sibir Novossibirsk    | D1                    | 11          | 1           | 2                     | 0                     | C3                             | 2                              | 0                              | 5        | 0        | 20    | 1     |
| Sous-total            | Sous-total            | Sous-total            | 59          | 8           | 10                    | 2                     | -                              | 2                              | 0                              | 27       | 2        | 98    | 12    |
| 2011                  | Jetyssou Taldykourgan | D1                    | 27          | 6           | 1                     | 0                     | -                              | -                              | -                              | 4        | 1        | 32    | 7     |
| 2012                  | FK Aktobe             | D1                    | 16          | 1           | 3                     | 0                     | C3                             | 4                              | 0                              | 7        | 0        | 30    | 1     |
| 2013                  | Jetyssou Taldykourgan | D1                    | 28          | 1           | -                     | -                     | -                              | -                              | -                              | -        | -        | 28    | 1     |
| 2014                  | Jetyssou Taldykourgan | D1                    | 25          | 0           | -                     | -                     | -                              | -                              | -                              | -        | -        | 25    | 0     |
| 2015                  | Tobol Kostanaï        | D1                    | 22          | 0           | 4                     | 0                     | -                              | -                              | -                              | -        | -        | 26    | 0     |
| Sous-total            | Sous-total            | Sous-total            | 118         | 8           | 8                     | 0                     | -                              | 4                              | 0                              | 11       | 1        | 141   | 9     |
| 2016                  | FK Trakai             | D1                    | 30          | 2           | 5                     | 0                     | -                              | -                              | -                              | 1        | 0        | 36    | 2     |
| 2017                  | FK Trakai             | D1                    | 27          | 5           | 3                     | 1                     | C3                             | 5                              | 0                              | 1        | 0        | 36    | 6     |
| 2018                  | FK Jonava             | D1                    | 6           | 2           | -                     | -                     | -                              | -                              | -                              | -        | -        | 6     | 2     |
| 2018                  | Kauno Žalgiris        | D1                    | 15          | 0           | 3                     | 1                     | -                              | -                              | -                              | -        | -        | 18    | 1     |
| 2019                  | Kauno Žalgiris        | D1                    | 17          | 1           | 2                     | 0                     | C3                             | 1                              | 0                              | -        | -        | 20    | 1     |
| Sous-total            | Sous-total            | Sous-total            | 95          | 10          | 13                    | 2                     | -                              | 6                              | 0                              | 2        | 0        | 116   | 12    |
| Total sur la carrière | Total sur la carrière | Total sur la carrière | 440         | 44          | 31                    | 4                     | -                              | 24                             | 1                              | 43       | 3        | 538   | 52    |

### Buts internationaux
| Buts en sélection d'Arūnas Klimavičius | Buts en sélection d'Arūnas Klimavičius | Buts en sélection d'Arūnas Klimavičius               | Buts en sélection d'Arūnas Klimavičius | Buts en sélection d'Arūnas Klimavičius | Buts en sélection d'Arūnas Klimavičius | Buts en sélection d'Arūnas Klimavičius |
|                                        | Date                                   | Lieu                                                 | Adversaire                             | Score                                  | Résultat                               | Compétition                            |
| -------------------------------------- | -------------------------------------- | ---------------------------------------------------- | -------------------------------------- | -------------------------------------- | -------------------------------------- | -------------------------------------- |
| 1.                                     | 26 mars 2008                           | Stade LFF, Vilnius (Lituanie)                        | Azerbaïdjan                            | 1 - 0                                  | 1 - 0                                  | Match amical                           |
| 2.                                     | 7 février 2009                         | Estádio Algarve, Faro (Portugal)                     | Pologne                                | 1 - 1                                  | 1 - 1                                  | Match amical                           |
| 3.                                     | 10 août 2011                           | S. Dariaus ir S. Girėno stadionas, Kaunas (Lituanie) | Arménie                                | 1 - 0                                  | 3 - 0                                  | Match amical                           |